# Vdovy (film, 2018)
Vdovy (v anglickém originále Widows) jsou britsko-americkým koprodukčním filmem z roku 2018, který byl režírován Stevem McQueenem podle scénáře napsaného společně s Gillian Flynnovou. Jeho děj vychází ze stejnojmenného britského televizního seriálu z roku 1983. Příběh sleduje skupinu žen, které se pokoušejí o loupež, aby mohly splatit dluh kriminálnímu šéfovi poté, co jsou jejich zločinní manželé zabiti při loupeži.
Obsazení: Viola Davis, Michelle Rodriguez, Elizabeth Debicki, Cynthia Erivo, Colin Farrell, Brian Tyree Henry, Daniel Kaluuya, Jacki Weaver, Carrie Coon, Robert Duvall a Liam Neeson.
Premiéra filmu se uskutečnila 8. září 2018 na Mezinárodním filmovém festivalu v Torontu. Do kin ve Spojeném království byl uveden 6. listopadu a ve Spojených státech amerických 16. listopadu 2018. Celosvětové tržby dosáhly 76 milionů dolarů, oproti nákladům 42 milionů dolarů. Kritika kladně hodnotila scénář, režijní vedení i herecké výkony (obzvláště V. Davis, E. Debicki and D. Kaluuyi) a vyzdvihla mísení „dramatických motivů s popcornovým napětím". Z řady nominací na filmová ocenění lze zmínit nominaci Violy Davis na cenu BAFTA za nejlepší herečku v hlavní roli.